# Simitli
Simitli (Симитли en bulgare) est une ville du sud-ouest de la Bulgarie.

## Géographie
La ville de Simitli est situé dans le sud-ouest de la Bulgarie, à 110 km au sud de Sofia. Elle est le chef-lieu de la commune de Simitli.

## Galerie

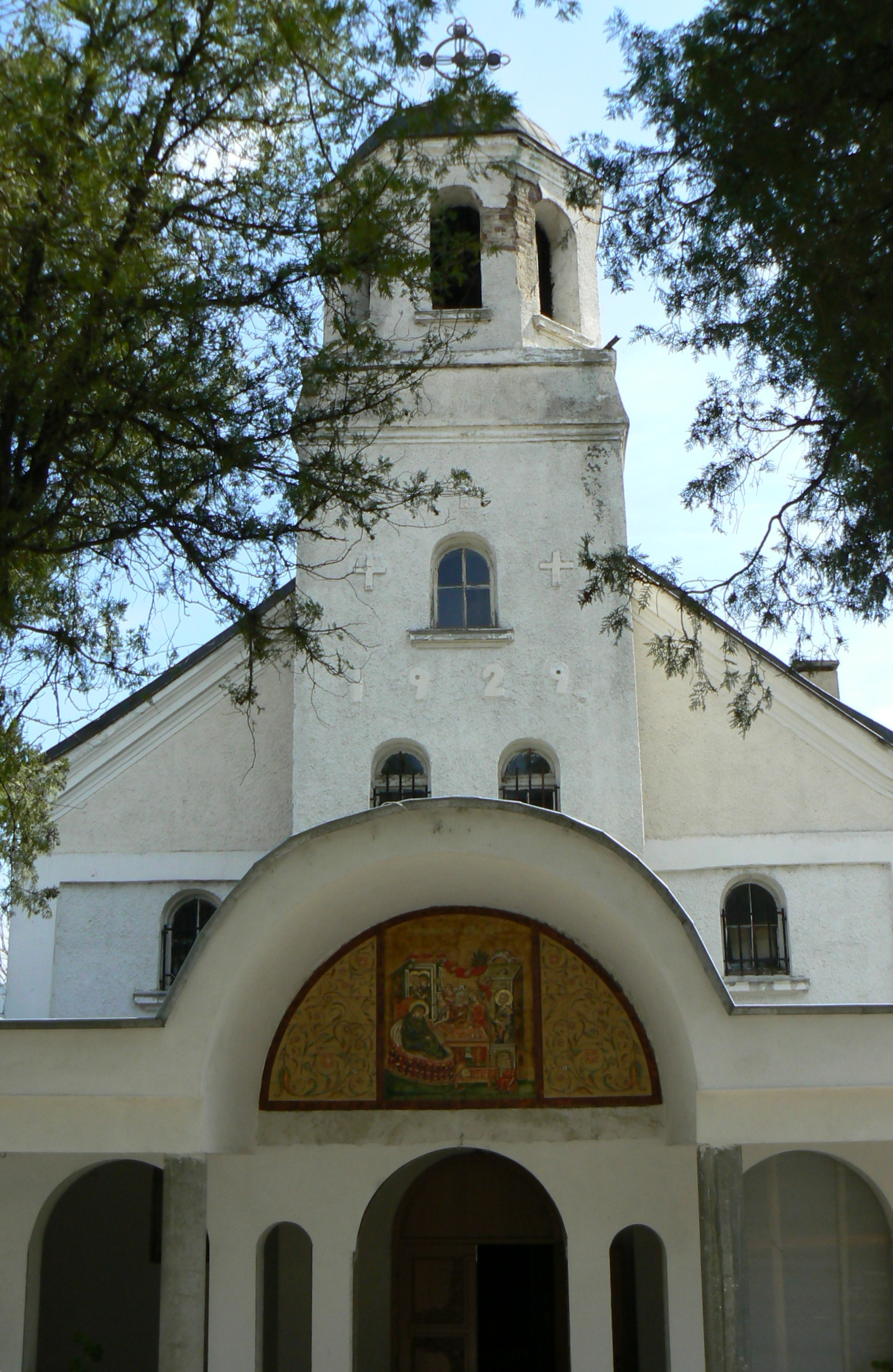
Église Réussite de la Sainte Mère de Dieu
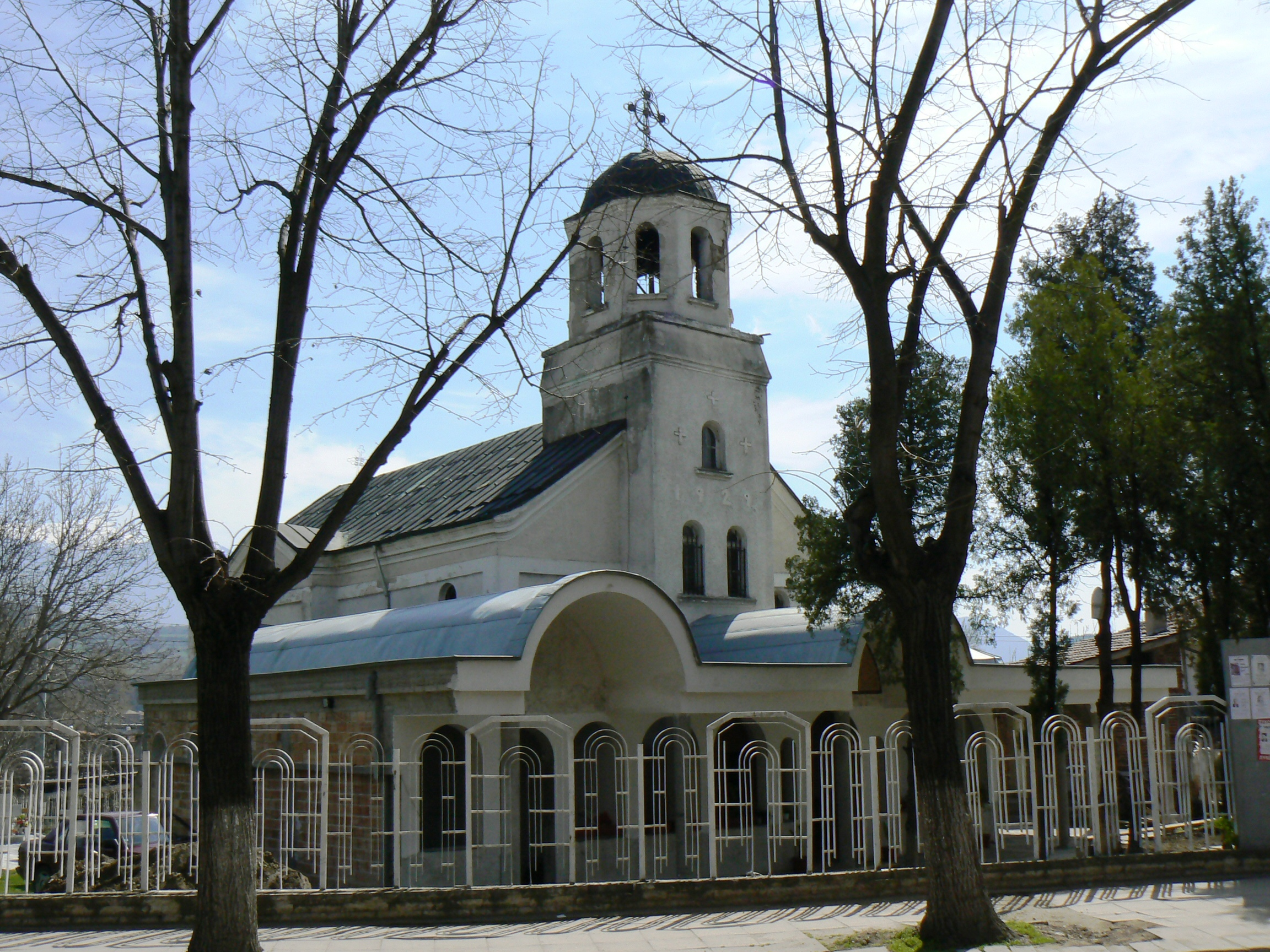
Église Réussite de la Sainte Mère de Dieu